# Viscosia papillata
Viscosia papillata är en rundmaskart som beskrevs av Benjamin G. Chitwood 1951. Viscosia papillata ingår i släktet Viscosia och familjen Oncholaimidae. Inga underarter finns listade i Catalogue of Life.